# Silver Air

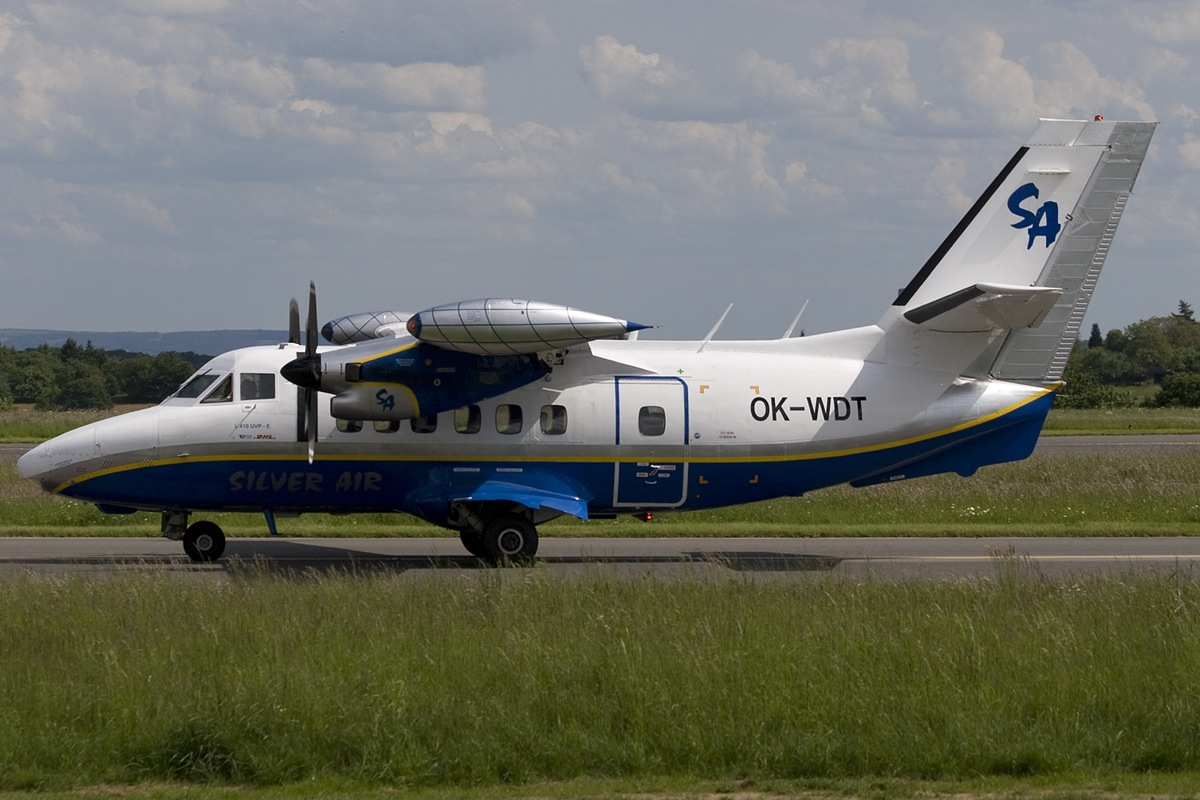
Let L-410 Silver Air imatrikulace OK-WDT na letišti Findel Lucembursko, 2014

Silver Air s. r. o. je česká charterová letecká společnost se základnou na letišti Václava Havla v Praze, byla založena v roce 1995. Ze začátku měla společnost poskytovat služby v civilním letectví – plánování údržby letadel. V roce 1996 došlo k rozšíření služeb a ze společnosti se stala letecká společnost, v roce 1997 začala provozovat vlastní letadlo Boeing 727-200, které společnost později prodala. Provozuje také nákladní leteckou dopravu.
Zaměřuje se primárně na Letiště Marina di Campo na ostrově Elba, v roce 2016/17 létala také na letiště Milán-Malpsensa/Linate, letiště Lugano, letiště Florencie a letiště Pisa. V létě 2018 bude létat z chorvatského letiště na ostrově Lošinj vnitrostátní linky na Pulu, do Splitu a Záhřebu. Čtvrtá linka bude do švýcarského Lugana, odkud bude pokračovat na ostrov Elba.

## Flotila

### Současná
Stav v říjnu 2016:
| Letadla   | Vlastněné | Objednané | Pasažéři | Imatrikulace   |
| --------- | --------- | --------- | -------- | -------------- |
| Let L-410 | 2         | —         | 17/19    | OK-SLD, OK-WDC |
| Celkem    | 2         | —         |          |                |

### Historická
- 1x Boeing 727-200